# 經濟奇蹟
經濟奇蹟是指一个国家的经济有非常快速的成长和发展。

## 第二次世界大戰後

### 亚洲
- 韓國汉江奇蹟（1960年代開始）
- 臺灣經濟奇蹟（1960年代開始）

### 欧洲
- 德國經濟奇蹟（1950年代-1970年代西德和奧地利）
- 黃金三十年（1945年-1975年法國）
- 意大利經濟奇蹟（1950年-1973年）
- 西班牙經濟奇蹟（1959年-1974年）
- 瑞典經濟奇蹟（英语：Record Years）（1947年-1974年瑞典）
- 希腊经济奇迹（1950年-1973年）

### 美洲
- 麻薩諸塞奇蹟（1980年代麻薩諸塞州）
- 巴西奇蹟（1968年-1973年）
- 智利奇迹（1980年代）

## 冷战后
- 印度的经济自由化（1991年至今）
- 海湾之虎（1990年代-2008年杜拜）
- 北歐之虎（1990年代-2008年冰島）
- 凱爾特之虎（1995年-2000年愛爾蘭）
- 波羅的之虎（2000年-2007年愛沙尼亞、拉脫維亞和立陶宛）
- 塔特拉之虎（2002年-2007年斯洛伐克）